# Haciendo historia (álbum de Lujuria)
Haciendo historia (también conocido como Haciendo historia #02: Lección de sexo o Lección de sexo) es un álbum recopilatorio de la banda española de heavy metal Lujuria y fue publicado en 2012 por Avispa Music y PeerMusic Productions.
Este material discográfico se compone de dos discos compactos y numera canciones de los álbumes Sin parar de pecar y Enemigos de la castidad, lanzados por la discográfica Locomotive Music en 1999 y 2001 respectivamente.
Haciendo historia forma parte de la colección del mismo nombre —esta es la segunda parte de dicha colección—, la cual incluye otras bandas españolas de rock y heavy metal como Tierra Santa, Sex Museum y Los Suaves, entre otros.

## Lista de canciones
Todos los temas fueron compuestos por Lujuria, excepto en donde se especifica lo contrario.

### Disco uno
| Side one |                               |                                      |          |  |
| N.º      | Título                        | Escritor(es)                         | Duración |  |
| 1.       | «Lección de sexo»             |                                      | 5:06     |  |
| 2.       | «Sin parar de pecar»          |                                      | 4:32     |  |
| 3.       | «Larga vida al rock 'n' roll» | Armando de Castro / Carlos de Castro | 3:40     |  |
| 4.       | «Milagro»                     |                                      | 3:46     |  |
| 5.       | «Beso negro»                  |                                      | 4:58     |  |
| 6.       | «María Martillo»              |                                      | 5:11     |  |
| 7.       | «Merece la pena»              |                                      | 4:02     |  |
| 8.       | «La dieta del vicio»          |                                      | 3:13     |  |
| 9.       | «Jekill & Mrs. Hyde»          |                                      | 3:55     |  |
| 10.      | «Mr. Condom»                  |                                      | 5:15     |  |

### Disco dos
| Side one |                          |              |          |  |
| N.º      | Título                   | Escritor(es) | Duración |  |
| 1.       | «No soy carne de cañón»  |              | 6:33     |  |
| 2.       | «Lilith»                 |              | 6:42     |  |
| 3.       | «Ya están aquí»          |              | 3:57     |  |
| 4.       | «Corazón de heavy metal» |              | 3:27     |  |
| 5.       | «Sperman»                |              | 3:44     |  |
| 6.       | «Cinturón de castidad»   |              | 5:45     |  |
| 7.       | «La favorita del rey»    |              | 5:58     |  |
| 8.       | «Vull cardar»            |              | 2:55     |  |
| 9.       | «Masoquismo»             |              | 2:48     |  |

## Créditos
- Óscar Sancho — voz
- Jesús Sanz — guitarra líder
- Julio Herranz — guitarra rítmica
- Javier Gallardo — bajo
- César de Frutos — batería
- Nuria de la Cruz — teclados